# Liquid Tension Experiment
Liquid Tension Experiment (LTE) er et instrumentalt progressiv rock/metal band. Mike Portnoy (trommeslager i Dream Theater) grundlagde det i 1997 da han inviterede Jordan Rudess (som dengang var keyboardist i Dixie Dregs) og Tony Levin (bassisten i King Crimson) til at forme bandet. Mike Portnoy ville gerne have Dimebag Darrel med på guitar, men han havde travlt med andre ting. Ligeledes gik det da han spurgte Steve Morse og Jim Matheos. Endelig spurgte han guitaristen fra sit eget band John Petrucci som havde tid og de var klar til at gå i gang.
Jordan Rudess blev spurgt om han ville være Dream Theaters nye keyboardist efter et stykke tid med LTE og han takkede ja, og har været i Dream Theater siden. Mike Portnoy har siden sagt at der ikke kommer et nyt album med LTE da 3/4 af dem er i Dream Theater.
LTE har udgivet to albums; Liquid Tension Experiment (1998) og Liquid Tension Experiment 2 (1999). Desuden har de udgivet Spontaneous Combustions (2007) (på trods af Mike Portnoys udtalelser om ikke flere albums) – uden guitaristen John Petrucci da hans kone var ved at føde – under navnet Liquid Trio Experiment.
Værende nogle af de dygtigste indenfor hver deres felt er denne sammensætning genial, og deres musik er såvel som melodiøs og smuk (eks. State of Grace) også storslået (eks. Freedom of Speech) og teknisk imponerende (eks. Paradigm Shift). Man kan nævne keyboardist Rudess og guitarist Petrucci's unisoner (en melodi hvor de to instrumenter spiller helt ens og synkront) som en særligt imponerende ting, som de også flittigt bruger i Dream Theater. Desuden er de kendte for deres improvisationsevner. Meget af deres musik er blevet skrevet nærmest direkte fra et improviseret jam. Three Minute Warning på 27 minutter på deres første album er live fra studiet og er 100 % improviseret. 

## Medlemmer
- Mike Portnoy – trommer
- John Petrucci – guitar
- Jordan Rudess – keyboard
- Tony Levin – bass/chapman stick